# Efraín Guzmán
Noel Matta Matta-Guzmán conocido con el alias de Efraín Guzmán (Chaparral, Tolima, 1937-2003) fue un guerrillero colombiano, cofundador y miembro del secretariado de las Fuerzas Armadas Revolucionarias de Colombia - Ejército del Pueblo (FARC-EP).

## Biografía
Nació en la aldea de La Lindosa, Municipio de Chaparral (Tolima). Durante su infancia creció a trabajar como un campesino en el departamento del Quindío como colector de café de Colombia. A la edad de 16 años se trasladó a Villarrica, Tolima, en 1953 cuando, durante la dictadura del general Gustavo Rojas Pinilla, se unió al grupo de Alfonso Castañeda. Después de numerosos combates con el Ejército colombiano el grupo guerrillero se vio obligado a retirarse a El Guayabero, allí conoció a Dumar Aljure líder de la guerrilla y se convirtió en comandante, apodado como "Comandante Nariño".

## Militancia en las FARC-EP
En 1964, el gobierno de Guillermo León Valencia ordenó una operación militar para la recuperación de la región de Marquetalia, donde la guerrilla había asumido las funciones del estado, Guzmán había reiniciado sus actividades militantes. En 1966, como "Comandante Nariño" Guzmán participó en la Segunda Conferencia del Bloque Sur que constituyen las Fuerzas Armadas Revolucionarias de Colombia (FARC-EP) con Manuel Marulanda Vélez (Tirofijo). En 1973, después de la Conferencia de la región del Río Guayabero, Guzmán se fue con Marulanda para el sur del departamento del Tolima. El gobierno de Colombia inició una ofensiva militar contra la guerrilla en la región llamada Operación Sonora en la que Guzmán participó en combates contra el Ejército Nacional. Después de la Sexta Conferencia de las FARC-EP en 1978, fue nombrado comandante del Quinto Frente de las FARC-EP en Urabá, en reemplazo de Alberto Martínez muerto en combate por el Ejército Nacional. A partir de ese día se llamó con el alias de "Efraín Guzmán". En la Octava Conferencia de las FARC-EP en 1993 Guzmán fue incorporado oficialmente al Secretariado de las FARC-EP (Comando Superior) y fue asignado al Bloque Caribe. En 1996 fue asesinado su hijo en la Cárcel de Bellavista (Antioquia). Fue acusado por el secuestro de  Guillermo 'La Chiva' Cortés.

## Muerte
El 7 de septiembre de 2003 muere por causas naturales según un comunicado de las FARC-EP, la guerrilla le da el nombre a uno de sus bloques en su honor.